# 北長洲海峽

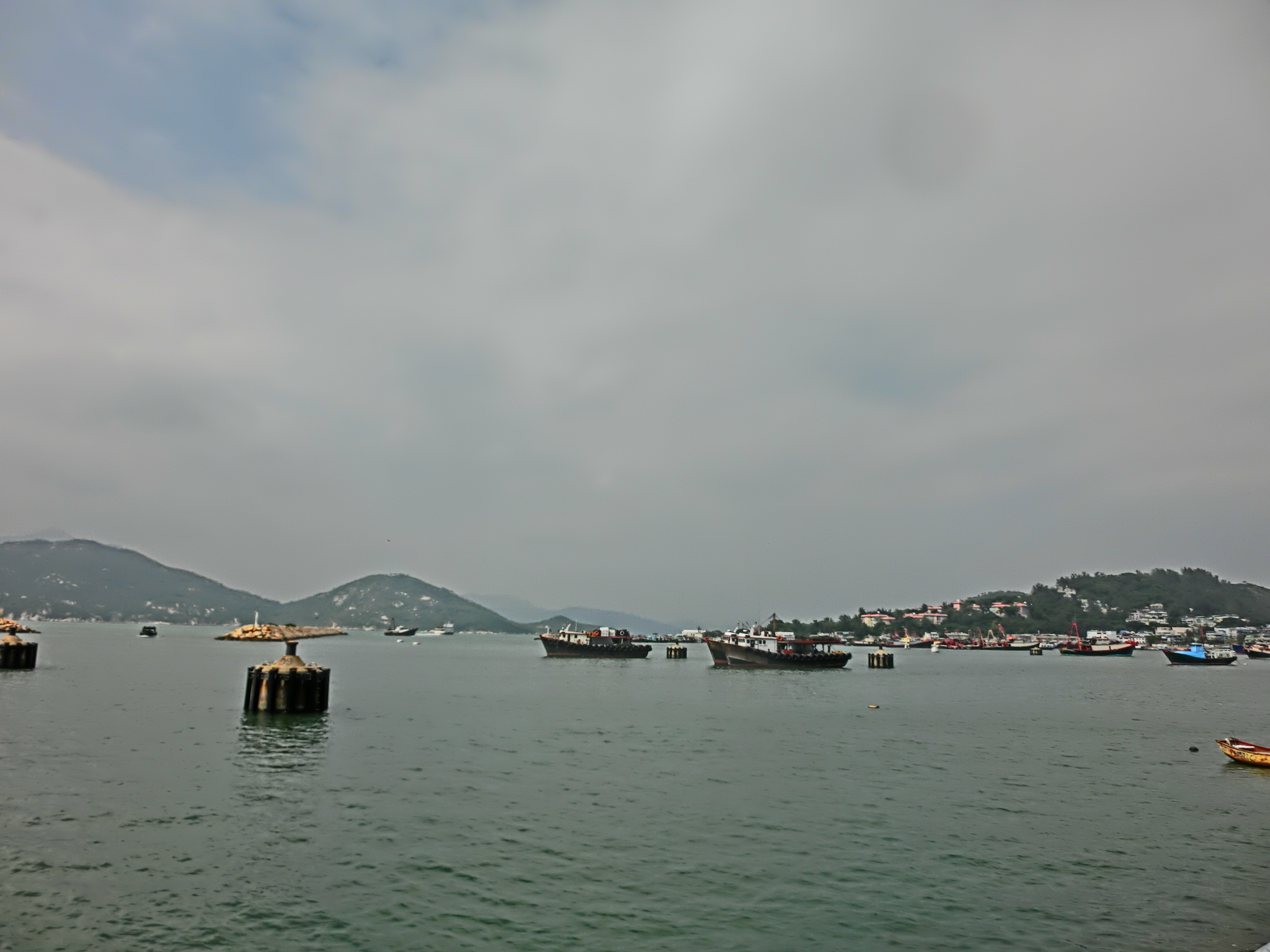
北长洲海峡

北長洲海峽（英語：Adamasta Channel）是香港海峽之一，位於長洲西北岸及大嶼山東南岸芝麻灣半島之間。北長洲海峽闊750 米，深7.5 米，水流湍急。海峽東北端連接西博寮海峽西部及汲水門，西南端則連接南中國海。由於頻密的渡輪服務，這個海峽的交通相當繁忙。是高速客輪往來香港維多利亞港及澳門等地所途經路線之一。值得留意的是海峽中央位置有一個名叫北長洲石的礁石，而礁石兩旁為淺水區，對往來船隻構成一定的威脅。因此海事處在礁石上建有一盞海上導航燈及礁石兩旁較遠地方放置海上發光浮標，提示往來船隻不能接近，以免有較大型船隻進入範圍內而擱淺造成意外。